# Bernhard von Rechberg
Bernhard von Rechberg, est un aristocrate et homme d'État autrichien, né à Ratisbonne, en Bavière, le 17 juillet 1806 et mort à Vienne le 26 février 1899. Il est ministre-président d'Autriche du 21 août 1859 au 4 février 1861.

## Biographie

### Parenté
Johann Bernhard von Rechberg und Rothenlowen descend d'une famille de vieille noblesse souabe. Il est le deuxième fils du comte Aloys von Rechberg, ministre des Affaires étrangères bavarois au moment du Congrès de Vienne.

### Parcours professionnel
Après avoir étudié à Strasbourg et Munich, il débute à 22 ans à la légation autrichienne à Berlin, puis à Londres où il est secrétaire. À la suite d'un duel, il est disgracié par le roi Louis Ier de Bavière. Il prend dès 1833 la fonction de chargé d'affaires à Darmstadt, puis à Bruxelles et à Stockholm. Dès 1843, sa carrière prend un nouveau tournant quand il devient ministre plénipotentiaire à Rio de Janeiro jusqu'en 1847 où il rentre à Vienne. Il fait alors partie du cercle de Metternich.
En 1848, il représente les intérêts autrichiens auprès du parlement de Francfort lors de la révolution de mars.
De retour à Vienne, il devient consultant sur les affaires allemandes au ministère des Affaires étrangères. En 1852, il échoue à faire entrer l'Autriche dans le Zollverein, en raison de l'opposition de la Prusse.
En 1853, il devient administrateur civil à Milan et se met au service du maréchal Radetzky, il réussit notamment à faire cesser la domination des militaires.
De 1855 à 1859, il revient en Allemagne en tant qu'ambassadeur, avant de devenir ministre des Affaires étrangères et ministre-président d'Autriche par intérim. Il est connu pour avoir été le représentant de l'Autriche dans le cadre des négociations de paix à Zurich en novembre 1859.
D'août 1859 à février 1861, il est ministre-président d'Autriche. En 1861, il devient membre à vie de la Chambre des seigneurs. En 1864, l'empereur le fait membre de la Liste des chevaliers de l'ordre de la Toison d'or.
Espérant le soutien de la Prusse pour maintenir l'influence autrichienne en Italie, il adopte une position favorable aux intérêts prussiens au traité de Vienne de 1864. N'ayant obtenu aucun garantie du soutien de la Prusse, il démissionne de son poste de ministre des Affaires étrangères en octobre 1864.

### Idées politiques
Il est en faveur d'un pouvoir centralisé sur une administration provinciale, voir fédéralisée. Fidèle aux idées de Metternich, il prône une coopération avec la Prusse et la fidélité aux traités. Il aurait souhaité une coopération entre l'Autriche, la Prusse et la Russie.

### Mariage et descendance
Il se marie le 26 juillet 1834 à Donzdorf avec Barbara Jones, fille du 6e vicomte Ranelagh. Ils ont un fils, Alois (1835-1877), qui se marie avec Louise de Fürstenberg et a quatre filles.